# Bertie Ahern
Patrick Bartholemew "Bertie" Ahern (en irlandès: Parthalán Ó hEachtairn) (Dublín, 1951) polític irlandès, desè Taoiseach (Primer Ministre de la República d'Irlanda).
Ha estat TD (parlamentari) des de 1977. En 1994 es va convertir en líder del partit republicà Fianna Fáil. Amb anterioritat, Ahern va ser Ministre de Treball (1987-1991) i Ministre de Finances (1991-1994).
El 2 d'abril de 2008 anuncià que el 6 de maig de 2008 dimitiria del càrrec de Primer Ministre i del de líder del seu partit, després en veure's implicat en un escàndol de corrupció urbanística durant la dècada de 1990.